# Delphine Lehericey
Delphine Lehericey (geboren 1975 in Neuenburg (CH)) ist eine Schweizer Regisseurin, Drehbuchautorin und Schauspielerin.

## Leben und Werk
Delphine Lehericey ist ausgebildete Schauspielerin (Arts du Spectacle an der Universität Paris X) und arbeitete von 1999 bis 2006 als Schauspielerin für Film und Theater, bevor sie ins Regiefach wechselte und 2007 ihren ersten Kurzspielfilm und 2013 mit Puppylove – Erste Versuchung ihren ersten Langspielfilm vorlegte.
Ihr zweiter Langspielfilm Das Flirren am Horizont gewann 2020 gleich zwei Schweizer Filmpreise: den Preis für den Besten Spielfilm als auch für das Beste Drehbuch. Ihr darauffolgenden Film Last Dance wurde 2022 auf der Piazza Grande des Locarno Film Festivals uraufgeführt und gewann den Publikumspreis. Der Film hatte einen sehr erfolgreichen Kinostart: mit über 10'000 Eintritten am ersten Wochenende allein in der Deutschschweiz stellte er einen neuen Rekord auf.
Im Herbst 2022 drehte sie die Serie Les Indociles für den französischsprachigen Schweizer Fernsehsender RTS, die Dreharbeiten fanden im Jura statt. Die Serie erzählt die Geschichte von drei Freundinnen, die sich über 30 Jahre erstreckt, von 1973 bis 2003. Die Ausstrahlung ist für Herbst 2023 geplant. Delphine Lehericey hatte das Drehbuch dazu gemeinsam mit Joanne Giger, Aurélie Champagne, Olivier Volpi und Camille Rebetez geschrieben, basierend auf dem Comic Les Indociles von Camille Rebetez und Pitch Comment.

## Filmographie
- 2007: Comme à Ostende – Mittellanger Spielfilm
- 2009: Die Schiedsrichter (Les arbitres) – Dokumentarfilm
- 2013: Puppylove – Erste Versuchung (Puppylove)
- 2016: Une cheffe et sa bonne étoile (A Chef and her Lucky Star) – Mittellanger Dokumentarfilm
- 2019: Das Flirren am Horizont (Le milieu de l’horizon)[13]
- 2022: Last Dance